# Akelbaster novaecaledoniae
Akelbaster novaecaledoniae är en sjöstjärneart som beskrevs av Mah 2007. Akelbaster novaecaledoniae ingår i släktet Akelbaster och familjen ledsjöstjärnor.
Artens utbredningsområde är Nya Kaledonien. Inga underarter finns listade i Catalogue of Life.